# Microdon petiolata
Microdon petiolata är en tvåvingeart som beskrevs av Hull 1944. Microdon petiolata ingår i släktet myrblomflugor, och familjen blomflugor. Inga underarter finns listade i Catalogue of Life.